# Thevenetimyia culiciformis
Thevenetimyia culiciformis är en tvåvingeart som först beskrevs av Hull 1965.  Thevenetimyia culiciformis ingår i släktet Thevenetimyia och familjen svävflugor. Inga underarter finns listade i Catalogue of Life.